# IC 5307
IC 5307 — галактика типу E (еліптична галактика) у сузір'ї Пегас.
Цей об'єкт міститься в оригінальній редакції індексного каталогу.